# Pergamino purpúreo

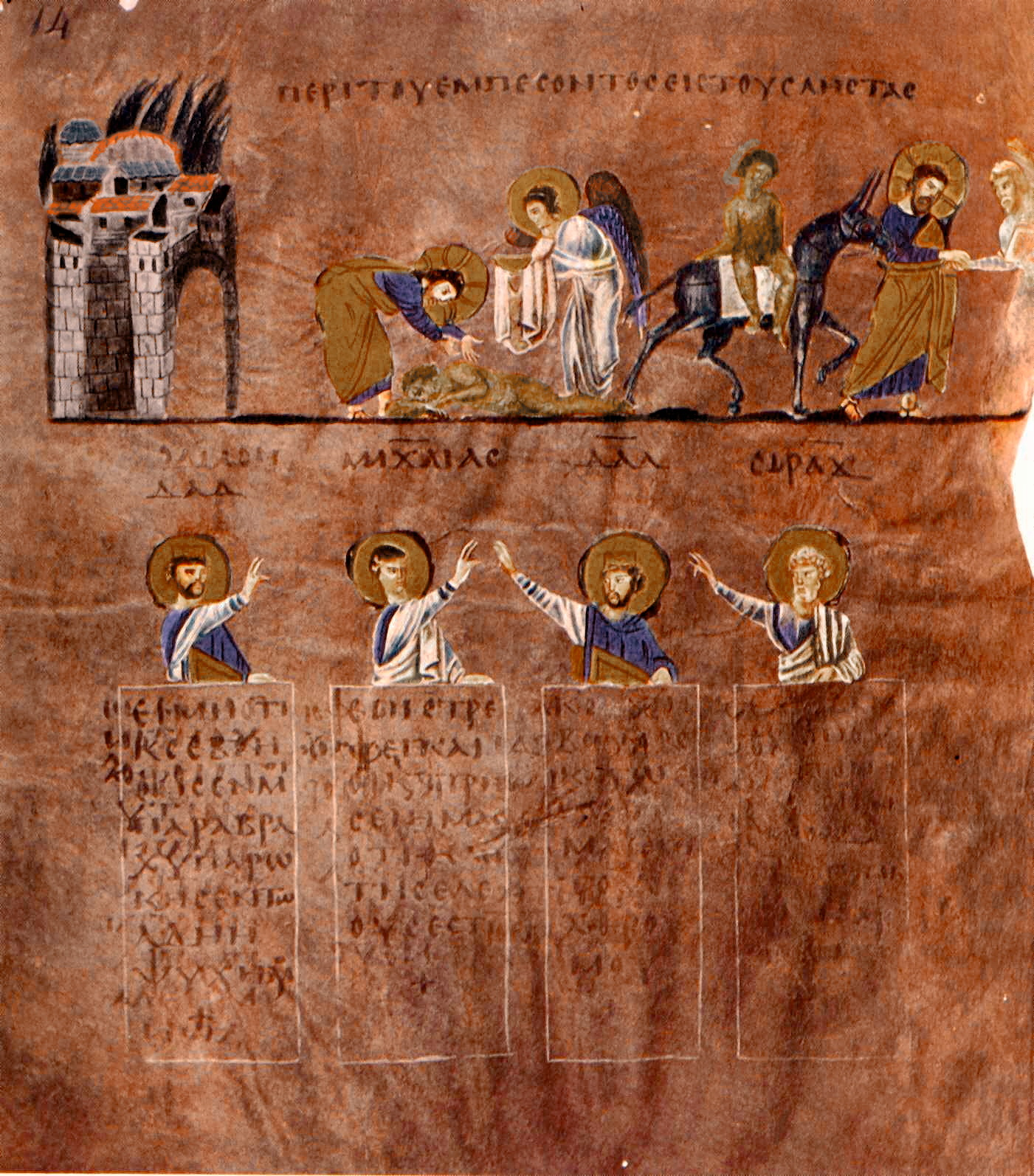
Folio 7v del Codex Rossanensis con la Parábola del buen samaritano

Un pergamino púrpura, pergamino purpúreo o códice purpúreo (en latín, Codex Purpureus) es un manuscrito escrito en pergamino teñido de púrpura, colorante originalmente restringido para el uso de los emperadores romanos o bizantinos. Posteriormente se escribía sobre él con tinta de oro o plata. 
Su producción en formato codex se introdujo durante la antigüedad tardía y el cristianismo primitivo, caracterizado por su alto precio y lujo. Su utilización adquirió gran relevancia en algunos manuscritos iluminados especialmente producidos para los emperadores en arte carolingio y arte otoniano. 
Otros códices pertenecen al arte anglosajón e hiberno-sajón. Algunos sólo utilizaban pergamino purpúreo para determinadas secciones del códice, como es el caso del Códice áureo de Estocolmo, del siglo viii, que alterna páginas teñidas y sin teñir.

## Manuscritos

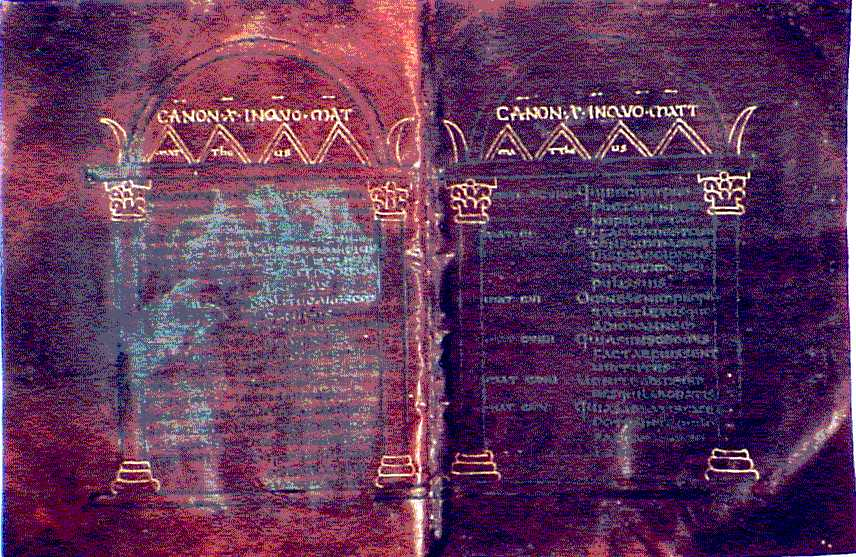
Cánones eusebianos en el Codex Brixianus

Las unciales purpúreas o los códices purpúreos forman un grupo de manuscritos griegos del siglo vi del Nuevo Testamento:
- Codex Petropolitanus Purpureus N (022)
- Codex Sinopensis O (023) (iluminado)
- Codex Purpureus Rossanensis Σ (042) (iluminado)
- Codex Purpureus Beratinus Φ (043) (iluminado)
- Uncial 080

Existen otros dos manuscritos purpúreos griegos del Nuevo Testamento, clasificados como códices minúsculos: 
- Minúsculo 565, conocido como el Códice de la emperatriz Teodora
- Minúsculo 1143, conocido como Beratinus 2

Hay un leccionario del siglo ix
- Codex Neapolitanus, anteriormente Codex Vindobonensis 2

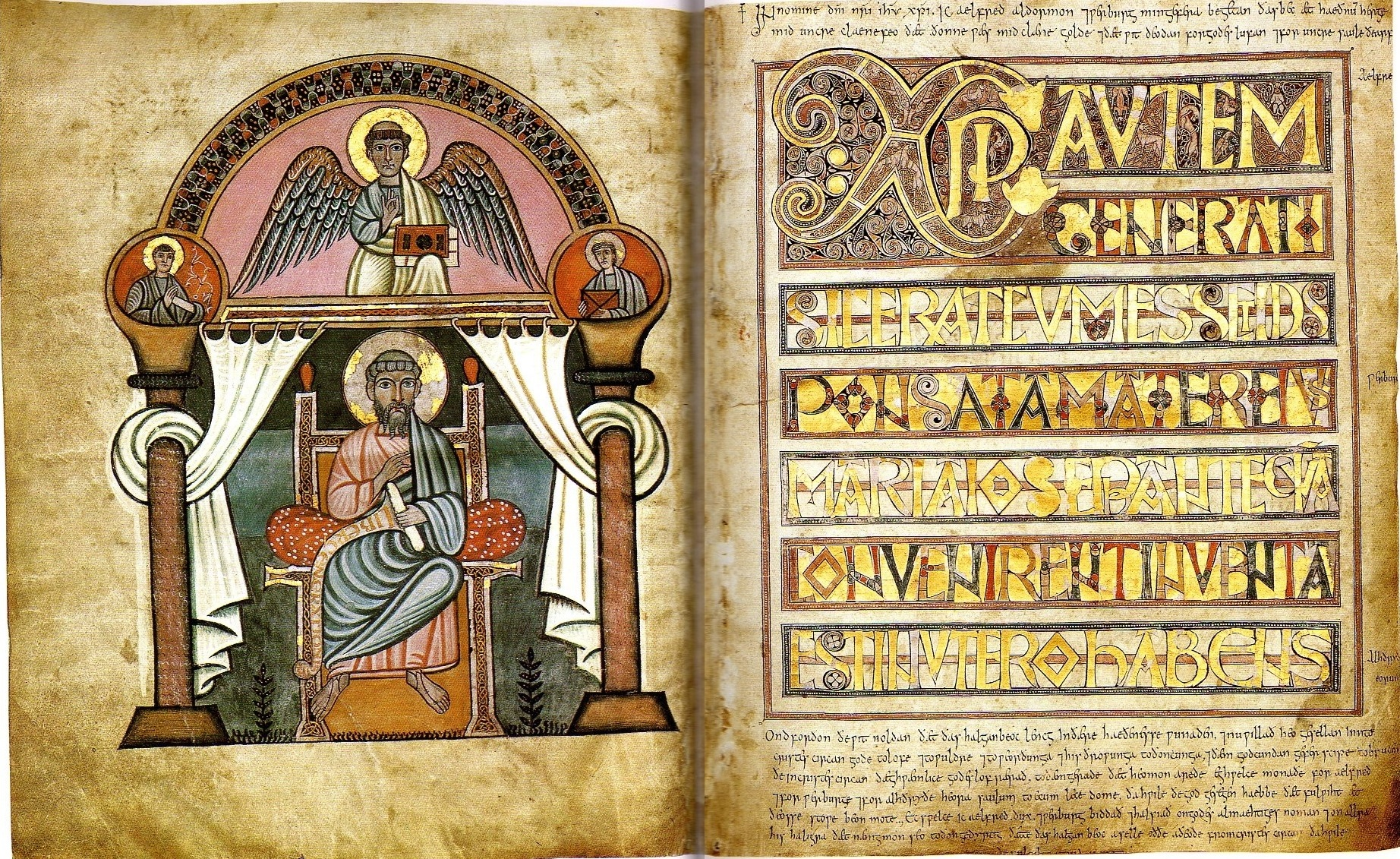
Folios 9v y 10r del Códice áureo de Estocolmo con Mateo el Evangelista

Otros cinco pergaminos purpúreos (a, b, e, f, i, j) también son manuscritos del Nuevo Testamento, están en latín y se conservan en Brescia, Nápoles, Sarezzano y Trento. Tres de ellos utilizan textos de la Vetus Latina:
- Codex Vercellensis
- Codex Veronensis
- Codex Palatinus
- Codex Brixianus
- Codex Purpureus Sarzanensis

También hay un códice purpúreo gótico:
- Codex Argenteus (iluminado)

Hay un manuscrito purpúreo de parte de la Septuaginta: 
- Génesis de Viena (iluminado)

Otros manuscritos iluminados incluyen:
- Evangeliario de Godescalco, de 781-783
- Evangelios de la Coronación de Viena, de principios del siglo ix
- Unos cuantos folios de la Biblia de la Cava, atribuida al Reino de Asturias del siglo ix

Algunos ejemplos anglosajones incluyen unos evangelios del siglo viii encargados por San Vilfredo, hoy perdidos.